# Mohamed Kaba
Mohamed Dramé, noto in precedenza come Mohamed Kaba (Orléans, 27 ottobre 2001), è un calciatore francese con cittadinanza guineana, centrocampista del Lecce.

## Caratteristiche tecniche
È una mezzala di piede destro e dal fisico longilineo, in grado di giocare in una mediana a due, ma ha più caratteristiche da interno di centrocampo per uno schieramento con tre uomini. È un centrocampista in grado di agire da un'area di rigore all'altra, contribuendo non solo alla fase di non possesso, ma anche a quella offensiva. Dal punto di vista difensivo è molto abile nel recupero della palla e si distingue anche nel dribbling, dimostrando buone capacità tecniche con la palla fra i piedi. Utilizzato prevalentemente sul centro-destra del campo, è abile a risalire il campo, sa portare palla in zone più vicine alla porta avversaria e andare poi alla conclusione in prima battuta.

## Carriera

#### Valenciennes
Cresciuto nelle giovanili del  Valenciennes, nel 2021 firma il primo contratto da professionista, per tre anni. Il 24 luglio 2021 esordisce nel calcio professionistico, nella partita di Ligue 2 pareggiata per 0-0 contro il Niort.

#### Lecce
Il 14 agosto 2023 viene prelevato dal Lecce, con cui debutta in Serie A il 20 agosto seguente, nella partita vinta in casa contro la Lazio (2-1). Dopo aver giocato con continuità nella prima parte dell'annata, il 3 marzo 2024, nella partita del ventisettesimo turno pareggiata (1-1) in casa del Frosinone, riporta la lesione del legamento crociato anteriore del ginocchio sinistro, vedendosi pertanto costretto a terminare anzitempo la stagione. Torna in campo il 20 ottobre seguente, nella gara di campionato contro la Fiorentina persa per 0-6 in casa.
Il 15 agosto 2025, alla prima partita stagionale dei pugliesi vinta 2-0 contro la Juve Stabia, valevole per i turni preliminari di Coppa Italia, segna la sua prima rete italiana.

## Statistiche
Statistiche aggiornate al 15 agosto 2025.
| Stagione            | Squadra             | Campionato          | Campionato | Campionato | Coppe nazionali | Coppe nazionali | Coppe nazionali | Coppe continentali | Coppe continentali | Coppe continentali | Altre coppe | Altre coppe | Altre coppe | Totale | Totale |
| Stagione            | Squadra             | Comp                | Pres       | Reti       | Comp            | Pres            | Reti            | Comp               | Pres               | Reti               | Comp        | Pres        | Reti        | Pres   | Reti   |
| ------------------- | ------------------- | ------------------- | ---------- | ---------- | --------------- | --------------- | --------------- | ------------------ | ------------------ | ------------------ | ----------- | ----------- | ----------- | ------ | ------ |
| 2021-2022           | Valenciennes        | L2                  | 34         | 0          | CF              | 3               | 0               | -                  | -                  | -                  | -           | -           | -           | 37     | 0      |
| 2022-2023           | Valenciennes        | L2                  | 32         | 5          | CF              | 1               | 0               | -                  | -                  | -                  | -           | -           | -           | 33     | 5      |
| lug-ago. 2023       | Valenciennes        | L2                  | 1          | 0          | CF              | 0               | 0               | -                  | -                  | -                  | -           | -           | -           | 1      | 0      |
| Totale Valenciennes | Totale Valenciennes | Totale Valenciennes | 67         | 5          |                 | 4               | 0               |                    | -                  | -                  |             | -           | -           | 71     | 5      |
| ago. 2023-2024      | Lecce               | A                   | 23         | 0          | CI              | 0               | 0               | -                  | -                  | -                  | -           | -           | -           | 23     | 0      |
| 2024-2025           | Lecce               | A                   | 11         | 0          | CI              | -               | -               | -                  | -                  | -                  | -           | -           | -           | 11     | 0      |
| 2025-2026           | Lecce               | A                   | 0          | 0          | CI              | 1               | 1               | -                  | -                  | -                  | -           | -           | -           | 1      | 1      |
| Totale Lecce        | Totale Lecce        | Totale Lecce        | 34         | 0          |                 | 1               | 1               |                    | -                  | -                  |             | -           | -           | 35     | 1      |
| Totale carriera     | Totale carriera     | Totale carriera     | 101        | 5          |                 | 5               | 1               |                    | -                  | -                  |             | -           | -           | 105    | 6      |